# Xavier Sabata
Xavier Sabata Corominas (ur. 1976 w Barcelonie) – kataloński aktor i śpiewak operowy, kontratenor.
Studiował grę na z saksofonie w barcelońskim konserwatorium oraz aktorstwo w Institut del Teatre. Śpiewu uczył się w Escola Superior de Música de Catalunya w Barcelonie i Hochschule für Musik w Karlsruhe, oraz na kursach mistrzowskich pod kierunkiem Montserrat Figueras, Richarda Leavita i Christopha Pregardiena.
Występował na znanych światowych scenach, między innymi w londyńskim Barbican Hall, Teatro Real w Madrycie, Théâtre des Champs-Elysées w Paryżu, nowojorskim Lincoln Center, Opera Lorraine w Nancy. Współpracował z cenionymi dyrygentami – z René Jacobsem, Jordim Savallem, Eduardem Lópezem Banzo.
W styczniu 2005 roku zaśpiewał partię Nutrice (i trzeciego Famigliaro) w „Koronacji Poppei” C. Monteverdiego, wystawianej przez Williama Christie w Lyonie. W tym samym roku występował też jako solista w projekcie „Le Jardin des voix” zespołu Les Arts Florissants.
Nagrywał dla wytwórni Virgin Classics i Harmonia Mundi.
W 2009 roku wystąpił w Polsce. 23 października w ramach krakowskiego cyklu Opera Rara zaśpiewał partię Ottona w koncertowej wersji „Agrippiny” G.F. Händla pod dyrekcją Fabio Biondiego.

## Filmografia
- serial „Laberint d’ombres” (1998)
- serial „Temps de silenci” (2001)

## Dyskografia

### CD
- 2006 – Les Jardin Des Voix. William Christie, Les Arts Florissants (Virgin Classics)
- 2007 – Sopranos y Castrati en el Londres de Farinelli „Caro dardo” (MAA)[3]
- 2009 – Opera „Faramondo” Georg Friedrich Händel (Virgin Classics)[4]
- 2009 – Altus – From Castrato To Countertenor. (Virgin Classics)[5]
- 2010 – Handel: Amore X Amore. Georg Friedrich Händel (Winter & Winte)
- 2013 – Handel. Bad Guys (Aparte)

### DVD
- Il Sant’Alessio. Stefano Landi (Virgin Classics, 2008)
- L’Orfeo. Claudio Monteverdi (Dynamic, 2009)
- Il ritorno d’Ulisse in patria. Claudio Monteverdi (Dynamic, 2010)